# Falsohippopsicon albosternale
Falsohippopsicon albosternale är en skalbaggsart som beskrevs av Stefan von Breuning 1942. Falsohippopsicon albosternale ingår i släktet Falsohippopsicon och familjen långhorningar.
Artens utbredningsområde är Gabon. Inga underarter finns listade i Catalogue of Life.